# Bansilalpet Stufenbrunnen

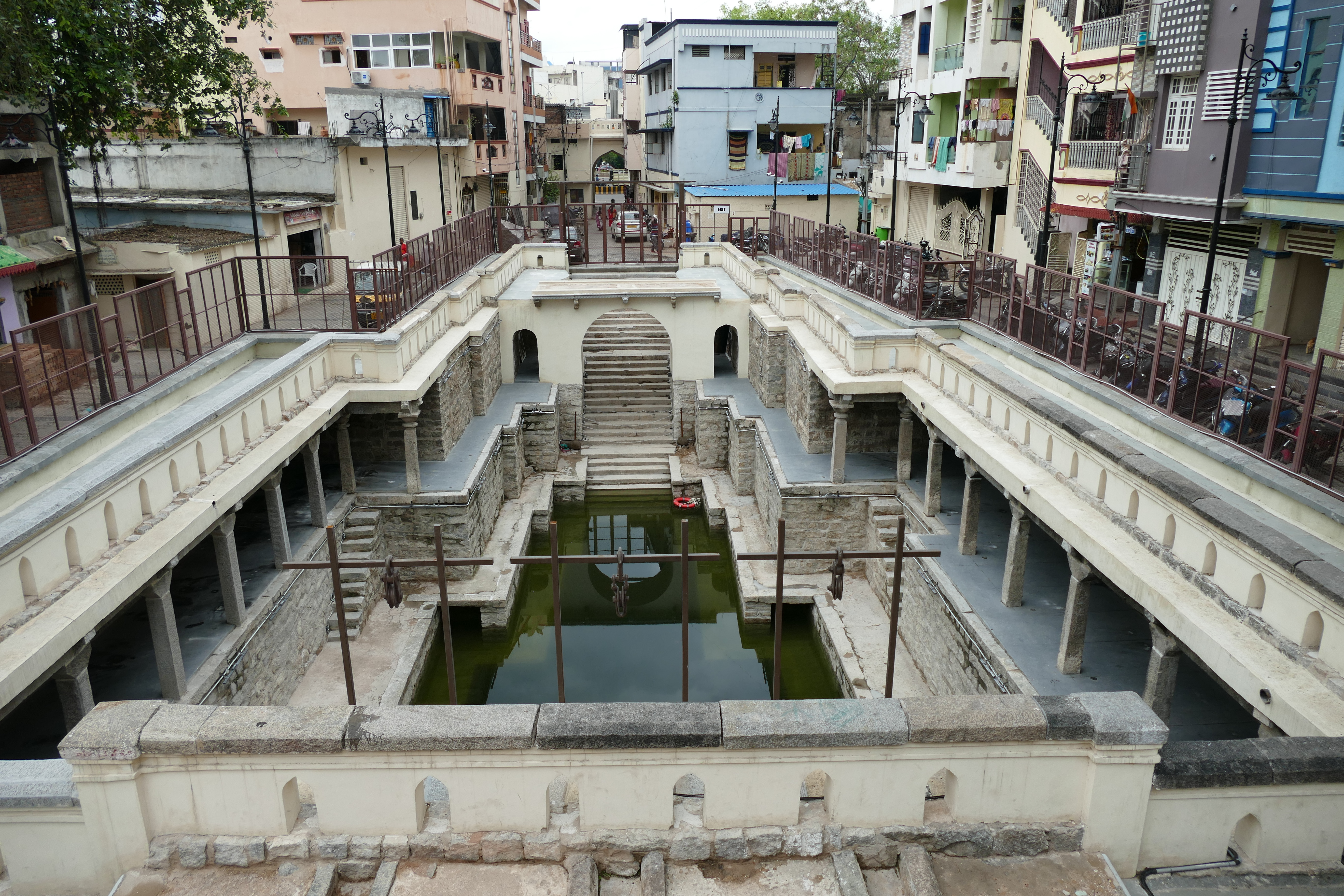
Bansilalpet-Stufenbrunnen in Hyderabad

Der Bansilalpet Stufenbrunnen ist ein vermutlich im 17. Jahrhundert erbauter Stufenbrunnen (englisch stepwell) in der südindischen Millionenstadt Hyderabad. Der Stufenbrunnen wurde nach dem Geschäftsmann Seth Bansilal benannt, der rund um den Brunnen ein Modelldorf finanzierte, das 1933 von dem Briten T.H. Keyes geplant und verwirklicht wurde. Im Jahr 2022 wurde der Bansilalpet-Stufenbrunnen aufwändig renoviert. Das Renovierungsprojekt wurde mit dem Big 5 Construction Impact Award ausgezeichnet.

## Architektur
Der Bansilalpet Stufenbrunnen besteht aus sechs Ebenen, die etwas mehr als 15 m tief in den Boden reichen. Er kann bis zu 2,2 Millionen Liter Wasser speichern. Er ist nicht nur ein Sammelbecken für Regenwasser, sondern wird auch von einer Frischwasserquelle gespeist. Zur Hauptstraße hin hat er eine Ziegel- und Mörtelfassade mit Spitzbögen.
Seit der Renovierung führt ein Fußweg mit elektrischer Beleuchtung um den Brunnen, es gibt ein Besucherzentrum mit Vorplatz und einen Garten.

## Geschichte
Über den Bau und die frühe Geschichte des Stufenbrunnens ist wenig bekannt. Er wird vor allem als Zentrum eines 1933 geplanten und gebauten Modelldorfes bekannt. 1954 wurde der Brunnen auf einer Landkarte auch unter dem Namen Naganah Kunta erwähnt. Bis in die 1970er Jahre war der Stufenbrunnen wohl gut erhalten und wurde auch für hinduistische Rituale genutzt. In den 1980ern kam es zu einem Unglück, bei dem zwei Männer in den Brunnen fielen und ertranken. In der Folge wurde der Brunnen nicht mehr genutzt und das Gelände wurde als Müllabladeplatz genutzt. Es befanden sich vor der Renovierung etwa 2000 Tonnen Müll und Unrat in dem Bereich des Brunnens.
Im Jahr 2021 wurde mit Renovierungsarbeiten begonnen, die im Dezember 2022 abgeschlossen waren. Die Arbeiten wurden unter der Leitung von Kalpana Ramesh und seinem Rainwater Project in Kooperation mit der Regierung von Telangana und städtischen Stellen durchgeführt. Neben der Entfernung von Müll und der Entschlammung des Brunnens wurden bei der Renovierung auch die Wände verstärkt und repariert und neu verputzt. Auch die Bepflanzung wurde erneuert. Außerdem wurde auch die Umgebung des Brunnens durch neue Straßenpflasterung, Beschilderungen und Fassadenrenovierungen von umliegenden Häusern aufgewertet.